# Archipelago
Pour les articles homonymes, voir Archipel (homonymie) et Archipelago (homonymie).
 (juin 2016).
Archipelago est un jeu de plateau conçu par Christophe Boelinger dans lequel les joueurs jonglent entre exploration, commerce, gestion de population et ressources, à l'époque de la découverte des Archipels de 1492 (découverte des Antilles par Christophe Colomb) à 1797 (colonisation de Tahiti).

## Description

### Principe
Le jeu se déroule par tour. Chaque tour est composé de six phases que les joueurs jouent simultanément, ou à tour de rôle. Au début de la partie, chaque explorateur se voit attribuer un objectif secret, qui dépend du temps de jeu souhaité (court, moyen ou long) et qui déclenche la fin de partie une fois atteinte.
C'est un jeu semi-collaboratif, puisque des crises doivent être résolues par l'ensemble des joueurs, sous peine de voir la population se révolter, et provoquer la défaite générale (à moins d'être l'indépendantiste).
Tous les explorateurs ont donc pour objectif commun de veiller à l'équilibre de l'archipel, sans perdre de vue son objectif secret.

### Matériel
Les tuiles, les pions et les jetons

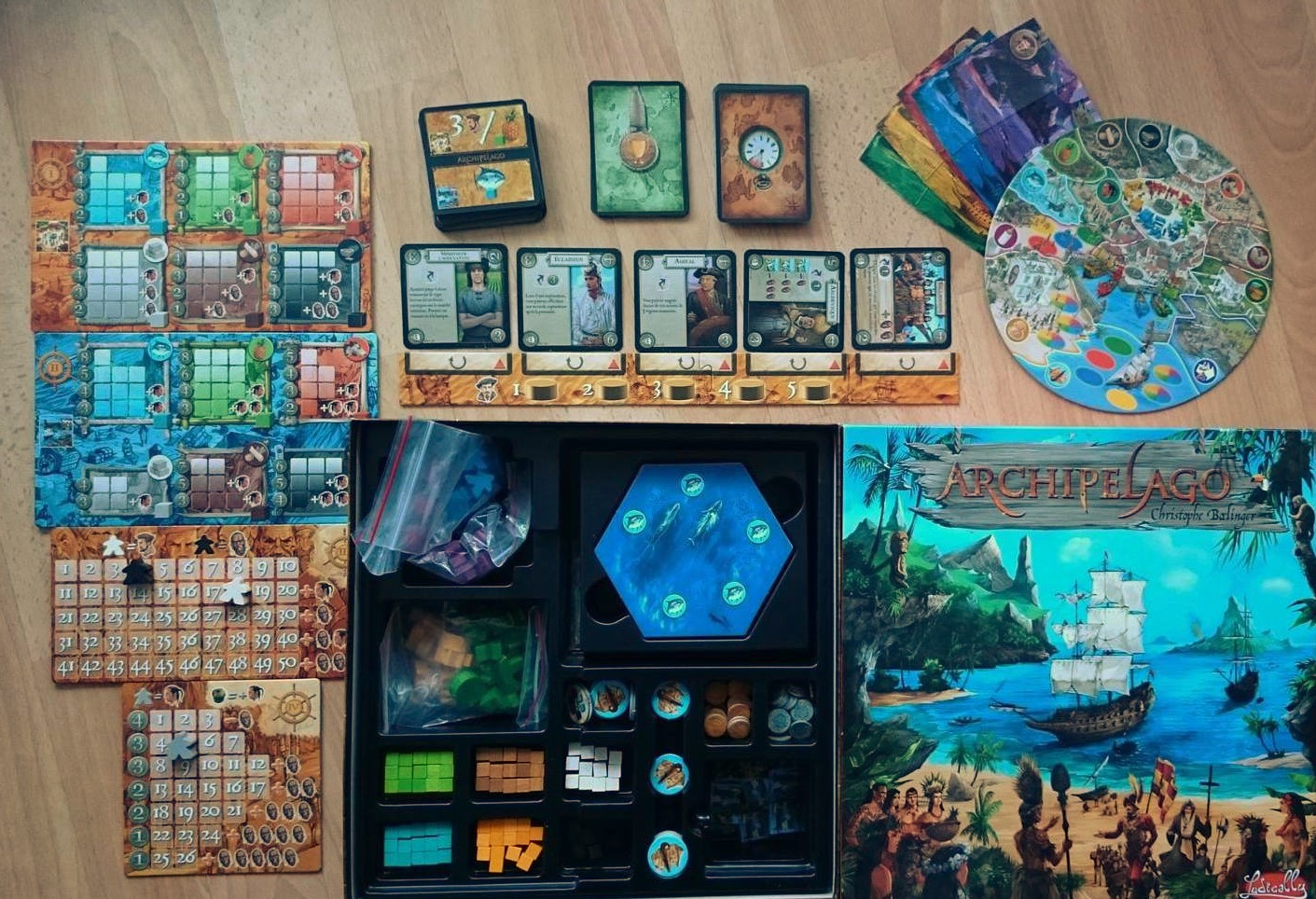
Le matériel

- une roue d'action (recto-verso : une face pour 2 à 4 joueurs et une face pour jouer à 5), sur laquelle sont schématisées les différentes actions possibles.
- 25 tuiles hexagonales recto verso, qui sont utilisées lors de l'exploration, et qui permettent un plateau évolutif, et différent d'une partie à l'autre.
- 5 couleurs de pion sont disponibles, et chacune d'entre elles contient quatre navires, 10 meeples (citoyens), cinq pastilles d'action (PA) et un marqueur pour l'ordre de jeu.
- 82 cubes qui matérialisent les 6 ressources exploitables du jeu (15 verts = fruits exotiques, 15 rouges = ressources bovines, 15 bleus = poissons, 15 marrons = bois, 12 blancs = pierre, 10 noirs = fer)
- 24 jetons explorateurs, 13 jetons ville/temple et 13 jetons marché/port
- 5 paravents (avec des rappels) , une piste d'évolution sur laquelle on place les cartes évolutions disponibles à l'achat, et un décompte de score pour la fin de partie.

Les plateaux
- un plateau marché intérieur (I)
- Un plateau marché extérieur (II)
- Un plateau stabilité de la colonie (III)
- Un plateau travailleurs disponibles (IV)

Les cartes
- 30 cartes objectifs (10 pour chaque durée de partie), que le joueur garde secret jusqu'à ce qu'il l'atteigne (et déclenche alors la fin de partie)
- 12 cartes tendances (qui sont utilisées en fin de partie lors de l'attribution des points de victoire)
- 48 cartes évolution (24 personnages et 24 progrès) qui peuvent être achetées lors de la phase 6, et qui accordent des avantages ou possibilités d'actions.

## Règles(succinctes)

### Début de jeu
Chaque joueur se voit attribuer un pion bateau, 3 citoyens, 3 pastilles d'action et le marqueur d'ordre de la couleur qu'il a choisie ainsi que 10 florins (monnaie) .
On place une ressource en haut à gauche de chaque type de ressources du marché intérieur (I). On place le pion population (blanc) sur le plateau stabilité de la population en fonction du nombre de citoyens présents sur la plateau.

### Tour de jeu
Le Tour zéro permet de faire une première exploration, et de poser ses premiers citoyens sur une île. Puis on commence les tours de jeu normaux (qui se composent de 6 phases).

#### Phase 1: Le dégagement
Les citoyens révoltés sont relevés et ceux qui récoltaient sont dégagés des icônes ressources.

#### Phase 2: l'ordre de jeu
Chaque joueur mise à point fermé de l'argent pour déterminer l'ordre de jeu. Il reste inchangé en cas d'égalité, et celui qui a misé le plus d'argent décide de l'ordre de jeu de tous les joueurs.

#### Phase 3: effets de population
On applique dans l'ordre (du I au IV) les effets de populations, décrits sur chacun des 4 plateaux. Ce procédé consiste juste à déplacer les marqueurs rébellion et travailleurs disponibles en fonctions du "remplissage" de chacun des plateaux.

#### Phase 4: équilibre de l'archipel
Cette phase consiste en la résolution des crises de consommation sur le marché intérieur et sur le marché extérieur (lorsque ce dernier n'a pas été résolu lors de la phase 6).
Crise sur le marché intérieur
Tous les citoyens en jeu sont alors couchés. Il s'agit, dans l'ordre de passage du tour, de satisfaire aux conditions requises sur la partie supérieure de la carte du dessus de la pioche des cartes évolutions en utilisant les ressources du marché intérieur (I) ou des ressources personnelles. Chaque ressource ainsi rendue à la banque permet de relever le nombre indiqué de meeples. C'est au joueur qui a utilisé la ou les ressources qui relève ses citoyens, puis, s'il le souhaite, ceux des autres. Et ainsi de suite jusqu'à ce que la crise soit résolue.
Les meeples encore couchés à la fin sont alors révoltés, et ils le resteront jusqu'à la phase de dégagement du tour suivant (ils sont donc inutilisables ce tour). On augmente alors du nombre de meeples couché le pion rébellion.
Crise sur le marché extérieur
Il s'agit, dans l'ordre de passage du tour, de satisfaire aux conditions requises sur la partie inférieure de la carte du dessus de la pioche des cartes évolutions en utilisant les ressources du marché extérieur (II) ou des ressources personnelles.Lorsque tous les joueurs ont eu leur chance, pour chacune des ressources qui n'ont pas été envoyées à la banque, le pion rébellion augmente d'un.

#### Phase 5: actions
C'est la phase la plus intéressante du jeu. Il existe 7 actions possibles: récolte, transaction, exploration, reproduction, recrutement, migration et construction. Dans l'ordre du tour de jeu, chaque joueur utilise une pastille d'action qu'il dépose sur la roue d'action, jusqu'à ce que toutes les pastilles d'action de tous les joueurs soient utilisées.
- exploration :

Cette action ne peut être faite qu'un nombre limité de fois. Il s'agit de piocher un hexagone, de le placer sur une tuile adjacente à une autre tuile sur laquelle il y a un pion de notre couleur, et de déplacer un ou plusieurs pions de cette tuile sur la nouvelle. Le joueur reçoit alors un jeton exploration (qui sert de ressource "joker"). On augmente alors le pion travailleurs disponibles d'autant de huttes que dessinées sur cette tuile.
- migration :

La migration permet de déplacer autant de pion actifs (citoyen ou bateau) qu'il le souhaite d'une région à une région adjacente, dans la limite de 3 citoyens par tuile.
- récolte :

On peut choisir de récolter un certain type de ressource. Dans ce cas, pour un seul pion d'action, on place autant de citoyens qu'on le souhaite sur ce type ressource, tant qu'elle est disponible sur sa tuile (un seul citoyen par icône ressource)
- transaction :

On peut vendre ou acheter un cube ressource de son choix sur le marché intérieur (I) ou sur le marché extérieur (II) pour son prix indiqué au début de la ligne sur laquelle il est placé.
- reproduction :

Sur chaque région qui contient 2 citoyens, le joueur peut choisir de les faire se reproduire. Dans ce cas, il place un troisième citoyen sur cette tuile, et on augmente le marqueur population (blanc) sur le plateau stabilité de la colonie (III) de un par nouveau citoyen arrivé sur la plateau.
- recrutement :

Le joueur peut recruter autant de citoyens qu'il le souhaite, tant qu'il y a des travailleurs disponibles sur le plateau (IV), pour le coût indiqué sur la ligne où le pion se trouve. Il diminue de un le marqueur à chaque fois qu'il recrute un travailleur.
- construction :

Le joueur peut construire 4 bâtiments différents: des ports (permettent d'effectuer deux transactions sur le marché extérieur en échange d'un florin par port), des marchés (permettent d'effectuer deux transactions sur le marché intérieur en échange d'un florin par marché), des temples (qui permettent de relever tous les citoyens de la région lors de la résolution d'une crise, sans payer le cours en ressources) et des villes (qui permettent de contrôler les 3 autres types de bâtiments présents sur la tuile sans qu'un citoyen ne soit nécessairement engagé sur lui).
Les 3 premiers bâtiments nécessitent soit d'être contrôlé par un citoyen (c'est-à-dire qu'un citoyen est engagé dessus), soit par une ville.

#### Phase 6: achats de cartes évolutions
Chaque joueur, dans l'ordre de passage du tour, doit :
- soit acheter une carte évolution pour son coût actuel (marqué par la flèche rouge de la piste d'évolution) puis faire pivoter une carte évolution (ce qui change son coût)
- soit faire pivoter deux cartes évolutions.

### Fin du jeu
Le jeu se termine de deux manières différentes : 
- Guerre d'indépendance (lorsque le pion rébellion a dépassé le pion population sur le plateau III). Deux cas possibles:un joueur possède la carte « indépendantiste », c'est donc le vainqueur. Sinon tout le monde a perdu.
- objectif secret atteint. Dans ce cas, on procède au décompte des points de victoires (scores des cartes objectifs + score de la carte tendance + score des cartes évolutions).

Le vainqueur est alors celui qui a récolté le plus de points de victoire.

## Traductions et extensions
Traductions
- Anglaise : Jean-Charles Mourey
- Allemande : Saskia Ruth

Extensions
- Archipelago : Solo expansion[4] publié en 2012, permettant de jouer à 1 joueur.
- Archipelago : Guerre et Paix[5] publié en 2014, comportant 40 nouvelles cartes évolution (20 personnages et 20 progrès)